# Calotropis procera
A Calotropis procera é uma espécie de planta da família Apocynaceae, pertencente ao gênero Calotropis. É conhecida popularmente por vários nomes: bombardeira', queimadeira, leiteira, paina-de-sapo, paina-de-seda, paininha-de-seda, flor-de-seda, algodoeiro-de-seda, algodão-de-seda, algodão-da-praia, rosa-cera (por corrupção de hortênsia, hortência, queimadeira, leiteira, paina-de-sapo, paina-de-seda, paininha-de-seda, flor-de-seda, algodoeiro-de-seda, algodão-de-seda, algodão-da-praia, rosa-cera (por corrupção de seda), maçã-de-sodoma, saco-de-velho, bago-de-véio, pé-de-balão, ciúme, planta-saco,'janaúba e merum. Suas sementes são plumosas, dispersas pelo vento (anemocoria) quando o fruto se abre.
O nome flor-de-cera (pouco usado) é inapropriado – por corrupção de seda e por já pertencer à espécie Hoya carnosa.
A Calotropis procera, que suporta bem regiões áridas, é nativa do Norte da África e do Sudoeste da Ásia (Oriente Médio), tendo já se difundido por várias regiões tropicais do mundo. No Brasil ocorre em vários estados do Nordeste (particularmente na caatinga), no Sudeste, em Mato Grosso, Goiás e no Distrito Federal.